# Список астероїдів (134201—134300)
| Назва                    | Тимчасове позначення | Дата відкриття    | Місце відкриття              | Відкривач                                              |
| ------------------------ | -------------------- | ----------------- | ---------------------------- | ------------------------------------------------------ |
| (134201) 2005 EJ72       | 2005 EJ72            | 2 березня 2005    | Каталінський огляд           | Каталінський огляд                                     |
| (134202) 2005 EO84       | 2005 EO84            | 4 березня 2005    | Сокорро (Нью-Мексико)        | LINEAR                                                 |
| (134203) 2005 EK86       | 2005 EK86            | 4 березня 2005    | Сокорро (Нью-Мексико)        | LINEAR                                                 |
| (134204) 2005 EJ113      | 2005 EJ113           | 4 березня 2005    | Сокорро (Нью-Мексико)        | LINEAR                                                 |
| (134205) 2005 ET198      | 2005 ET198           | 11 березня 2005   | Обсерваторія Маунт-Леммон    | Обсерваторія Маунт-Леммон                              |
| (134206) 2005 ER214      | 2005 ER214           | 8 березня 2005    | Сокорро (Нью-Мексико)        | LINEAR                                                 |
| (134207) 2005 EO218      | 2005 EO218           | 10 березня 2005   | Каталінський огляд           | Каталінський огляд                                     |
| (134208) 2005 EY293      | 2005 EY293           | 11 березня 2005   | Каталінський огляд           | Каталінський огляд                                     |
| (134209) 2005 JC63       | 2005 JC63            | 9 травня 2005     | Обсерваторія Маунт-Леммон    | Обсерваторія Маунт-Леммон                              |
| (134210) 2005 PQ21       | 2005 PQ21            | 9 серпня 2005     | Обсерваторія Серро Тололо    | Серро-Тололо                                           |
| (134211) 2005 QO98       | 2005 QO98            | 27 серпня 2005    | Паломарська обсерваторія     | NEAT                                                   |
| (134212) 2005 SN144      | 2005 SN144           | 25 вересня 2005   | Паломарська обсерваторія     | NEAT                                                   |
| (134213) 2005 SK191      | 2005 SK191           | 29 вересня 2005   | Паломарська обсерваторія     | NEAT                                                   |
| (134214) 2005 TU61       | 2005 TU61            | 3 жовтня 2005     | Обсерваторія Кітт-Пік        | Spacewatch                                             |
| (134215) 2005 TD164      | 2005 TD164           | 9 жовтня 2005     | Обсерваторія Кітт-Пік        | Spacewatch                                             |
| (134216) 2005 UO160      | 2005 UO160           | 22 жовтня 2005    | Каталінський огляд           | Каталінський огляд                                     |
| (134217) 2005 UZ336      | 2005 UZ336           | 30 жовтня 2005    | Обсерваторія Кітт-Пік        | Spacewatch                                             |
| (134218) 2005 UE439      | 2005 UE439           | 28 жовтня 2005    | Обсерваторія Маунт-Леммон    | Обсерваторія Маунт-Леммон                              |
| (134219) 2005 VJ120      | 2005 VJ120           | 5 листопада 2005  | Станція Андерсон-Меса        | LONEOS                                                 |
| (134220) 2005 WM46       | 2005 WM46            | 24 листопада 2005 | Паломарська обсерваторія     | NEAT                                                   |
| (134221) 2005 WB147      | 2005 WB147           | 25 листопада 2005 | Каталінський огляд           | Каталінський огляд                                     |
| (134222) 2005 WN188      | 2005 WN188           | 30 листопада 2005 | Обсерваторія Кітт-Пік        | Spacewatch                                             |
| (134223) 2005 WX193      | 2005 WX193           | 28 листопада 2005 | Каталінський огляд           | Каталінський огляд                                     |
| (134224) 2005 XY57       | 2005 XY57            | 1 грудня 2005     | Обсерваторія Кітт-Пік        | Spacewatch                                             |
| (134225) 2005 XS61       | 2005 XS61            | 4 грудня 2005     | Обсерваторія Кітт-Пік        | Spacewatch                                             |
| (134226) 2005 XJ64       | 2005 XJ64            | 6 грудня 2005     | Обсерваторія Кітт-Пік        | Spacewatch                                             |
| (134227) 2005 XT80       | 2005 XT80            | 14 грудня 2005    | Станція Андерсон-Меса        | LONEOS                                                 |
| (134228) 2005 XU83       | 2005 XU83            | 6 грудня 2005     | Станція Андерсон-Меса        | LONEOS                                                 |
| (134229) 2005 YK30       | 2005 YK30            | 21 грудня 2005    | Обсерваторія Кітт-Пік        | Spacewatch                                             |
| (134230) 2005 YB43       | 2005 YB43            | 24 грудня 2005    | Обсерваторія Кітт-Пік        | Spacewatch                                             |
| (134231) 2005 YC45       | 2005 YC45            | 25 грудня 2005    | Обсерваторія Кітт-Пік        | Spacewatch                                             |
| (134232) 2005 YN46       | 2005 YN46            | 25 грудня 2005    | Обсерваторія Кітт-Пік        | Spacewatch                                             |
| (134233) 2005 YD54       | 2005 YD54            | 24 грудня 2005    | Обсерваторія Кітт-Пік        | Spacewatch                                             |
| (134234) 2005 YF57       | 2005 YF57            | 24 грудня 2005    | Обсерваторія Кітт-Пік        | Spacewatch                                             |
| (134235) 2005 YL70       | 2005 YL70            | 26 грудня 2005    | Обсерваторія Кітт-Пік        | Spacewatch                                             |
| (134236) 2005 YO89       | 2005 YO89            | 26 грудня 2005    | Обсерваторія Маунт-Леммон    | Обсерваторія Маунт-Леммон                              |
| (134237) 2005 YS114      | 2005 YS114           | 25 грудня 2005    | Обсерваторія Кітт-Пік        | Spacewatch                                             |
| (134238) 2005 YX126      | 2005 YX126           | 27 грудня 2005    | Каталінський огляд           | Каталінський огляд                                     |
| (134239) 2005 YY144      | 2005 YY144           | 28 грудня 2005    | Обсерваторія Маунт-Леммон    | Обсерваторія Маунт-Леммон                              |
| (134240) 2005 YQ170      | 2005 YQ170           | 27 грудня 2005    | Каталінський огляд           | Каталінський огляд                                     |
| (134241) 2005 YR219      | 2005 YR219           | 30 грудня 2005    | Каталінський огляд           | Каталінський огляд                                     |
| (134242) 2005 YS270      | 2005 YS270           | 27 грудня 2005    | Обсерваторія Маунт-Леммон    | Обсерваторія Маунт-Леммон                              |
| (134243) 2005 YN275      | 2005 YN275           | 30 грудня 2005    | Обсерваторія Маунт-Леммон    | Обсерваторія Маунт-Леммон                              |
| 134244 Де Янґ (De Young) | 2006 AA4             | 6 січня 2006      | Обсерваторія Кальвін-Регобот | Лоуренс Молнар                                         |
| (134245) 2006 AG11       | 2006 AG11            | 4 січня 2006      | Каталінський огляд           | Каталінський огляд                                     |
| (134246) 2006 AR14       | 2006 AR14            | 5 січня 2006      | Обсерваторія Маунт-Леммон    | Обсерваторія Маунт-Леммон                              |
| (134247) 2006 AM18       | 2006 AM18            | 5 січня 2006      | Обсерваторія Маунт-Леммон    | Обсерваторія Маунт-Леммон                              |
| (134248) 2006 AL19       | 2006 AL19            | 2 січня 2006      | Каталінський огляд           | Каталінський огляд                                     |
| (134249) 2006 AV21       | 2006 AV21            | 5 січня 2006      | Каталінський огляд           | Каталінський огляд                                     |
| (134250) 2006 AU32       | 2006 AU32            | 5 січня 2006      | Каталінський огляд           | Каталінський огляд                                     |
| (134251) 2006 AN34       | 2006 AN34            | 6 січня 2006      | Обсерваторія Маунт-Леммон    | Обсерваторія Маунт-Леммон                              |
| (134252) 2006 AK41       | 2006 AK41            | 3 січня 2006      | Сокорро (Нью-Мексико)        | LINEAR                                                 |
| (134253) 2006 AQ71       | 2006 AQ71            | 6 січня 2006      | Обсерваторія Маунт-Леммон    | Обсерваторія Маунт-Леммон                              |
| (134254) 2006 AF81       | 2006 AF81            | 4 січня 2006      | Сокорро (Нью-Мексико)        | LINEAR                                                 |
| (134255) 2006 AV84       | 2006 AV84            | 6 січня 2006      | Станція Андерсон-Меса        | LONEOS                                                 |
| (134256) 2006 AE91       | 2006 AE91            | 6 січня 2006      | Обсерваторія Маунт-Леммон    | Обсерваторія Маунт-Леммон                              |
| (134257) 2006 AY93       | 2006 AY93            | 7 січня 2006      | Обсерваторія Маунт-Леммон    | Обсерваторія Маунт-Леммон                              |
| (134258) 2006 AS97       | 2006 AS97            | 7 січня 2006      | Станція Андерсон-Меса        | LONEOS                                                 |
| (134259) 2006 BG6        | 2006 BG6             | 20 січня 2006     | Каталінський огляд           | Каталінський огляд                                     |
| (134260) 2006 BG12       | 2006 BG12            | 21 січня 2006     | Паломарська обсерваторія     | NEAT                                                   |
| (134261) 2006 BA21       | 2006 BA21            | 22 січня 2006     | Обсерваторія Маунт-Леммон    | Обсерваторія Маунт-Леммон                              |
| (134262) 2006 BX23       | 2006 BX23            | 23 січня 2006     | Каталінський огляд           | Каталінський огляд                                     |
| (134263) 2006 BB29       | 2006 BB29            | 23 січня 2006     | Сокорро (Нью-Мексико)        | LINEAR                                                 |
| (134264) 2006 BO30       | 2006 BO30            | 20 січня 2006     | Обсерваторія Кітт-Пік        | Spacewatch                                             |
| (134265) 2006 BM59       | 2006 BM59            | 24 січня 2006     | Сокорро (Нью-Мексико)        | LINEAR                                                 |
| (134266) 2006 BQ92       | 2006 BQ92            | 26 січня 2006     | Обсерваторія Маунт-Леммон    | Обсерваторія Маунт-Леммон                              |
| (134267) 2006 BQ98       | 2006 BQ98            | 26 січня 2006     | Каталінський огляд           | Каталінський огляд                                     |
| (134268) 2006 BJ111      | 2006 BJ111           | 25 січня 2006     | Обсерваторія Кітт-Пік        | Spacewatch                                             |
| (134269) 2006 BP114      | 2006 BP114           | 26 січня 2006     | Обсерваторія Кітт-Пік        | Spacewatch                                             |
| (134270) 2006 BG125      | 2006 BG125           | 26 січня 2006     | Обсерваторія Кітт-Пік        | Spacewatch                                             |
| (134271) 2006 BO139      | 2006 BO139           | 28 січня 2006     | Обсерваторія Маунт-Леммон    | Обсерваторія Маунт-Леммон                              |
| (134272) 2006 BW145      | 2006 BW145           | 28 січня 2006     | Обсерваторія 7300            | Вільям Йон                                             |
| (134273) 2006 BR156      | 2006 BR156           | 25 січня 2006     | Обсерваторія Кітт-Пік        | Spacewatch                                             |
| (134274) 2006 BV159      | 2006 BV159           | 26 січня 2006     | Обсерваторія Кітт-Пік        | Spacewatch                                             |
| (134275) 2006 BW161      | 2006 BW161           | 26 січня 2006     | Станція Андерсон-Меса        | LONEOS                                                 |
| (134276) 2006 BE247      | 2006 BE247           | 31 січня 2006     | Обсерваторія Кітт-Пік        | Spacewatch                                             |
| (134277) 2006 BJ252      | 2006 BJ252           | 31 січня 2006     | Обсерваторія Кітт-Пік        | Spacewatch                                             |
| (134278) 2006 BS256      | 2006 BS256           | 31 січня 2006     | Обсерваторія Кітт-Пік        | Spacewatch                                             |
| (134279) 2006 BT264      | 2006 BT264           | 31 січня 2006     | Обсерваторія Кітт-Пік        | Spacewatch                                             |
| (134280) 2006 BR269      | 2006 BR269           | 28 січня 2006     | Станція Андерсон-Меса        | LONEOS                                                 |
| (134281) 2006 CM8        | 2006 CM8             | 1 лютого 2006     | Обсерваторія Маунт-Леммон    | Обсерваторія Маунт-Леммон                              |
| (134282) 2006 CU20       | 2006 CU20            | 1 лютого 2006     | Каталінський огляд           | Каталінський огляд                                     |
| (134283) 2006 CV40       | 2006 CV40            | 2 лютого 2006     | Обсерваторія Маунт-Леммон    | Обсерваторія Маунт-Леммон                              |
| (134284) 2006 CC42       | 2006 CC42            | 2 лютого 2006     | Обсерваторія Кітт-Пік        | Spacewatch                                             |
| (134285) 2006 CU43       | 2006 CU43            | 2 лютого 2006     | Обсерваторія Маунт-Леммон    | Обсерваторія Маунт-Леммон                              |
| (134286) 2006 CX48       | 2006 CX48            | 3 лютого 2006     | Обсерваторія Кітт-Пік        | Spacewatch                                             |
| (134287) 2006 CG60       | 2006 CG60            | 1 лютого 2006     | Каталінський огляд           | Каталінський огляд                                     |
| (134288) 2006 CL62       | 2006 CL62            | 10 лютого 2006    | Каталінський огляд           | Каталінський огляд                                     |
| (134289) 2006 CN62       | 2006 CN62            | 12 лютого 2006    | Паломарська обсерваторія     | NEAT                                                   |
| (134290) 2006 DX2        | 2006 DX2             | 20 лютого 2006    | Каталінський огляд           | Каталінський огляд                                     |
| (134291) 2006 DZ6        | 2006 DZ6             | 20 лютого 2006    | Каталінський огляд           | Каталінський огляд                                     |
| (134292) 2006 DF8        | 2006 DF8             | 20 лютого 2006    | Обсерваторія Маунт-Леммон    | Обсерваторія Маунт-Леммон                              |
| (134293) 2006 DX37       | 2006 DX37            | 20 лютого 2006    | Обсерваторія Маунт-Леммон    | Обсерваторія Маунт-Леммон                              |
| (134294) 2006 DE40       | 2006 DE40            | 22 лютого 2006    | Паломарська обсерваторія     | NEAT                                                   |
| (134295) 2006 DB41       | 2006 DB41            | 22 лютого 2006    | Каталінський огляд           | Каталінський огляд                                     |
| (134296) 2006 DP46       | 2006 DP46            | 20 лютого 2006    | Каталінський огляд           | Каталінський огляд                                     |
| (134297) 2006 DE59       | 2006 DE59            | 24 лютого 2006    | Обсерваторія Маунт-Леммон    | Обсерваторія Маунт-Леммон                              |
| (134298) 2006 DX68       | 2006 DX68            | 26 лютого 2006    | Каталінський огляд           | Каталінський огляд                                     |
| (134299) 2006 DW73       | 2006 DW73            | 23 лютого 2006    | Обсерваторія Кітт-Пік        | Spacewatch                                             |
| (134300) 2109 P-L        | 2109 P-L             | 24 вересня 1960   | Паломарська обсерваторія     | К. Й. ван Гаутен, І. ван Гаутен-Ґроневельд, Т. Герельс |